# Tunnel de la Grand'Mare
Le tunnel de la Grand'Mare est un tunnel routier de 1 532 mètres de long ouvert à la circulation le 23 décembre 1992. Il constitue la section souterraine de la Rocade Nord-Est (RN28) de Rouen et porte le nom du quartier qui le surplombe.

## Descriptif
Il est constitué de deux tubes en pente moyenne de 3,5 %, reliés par trois galeries, qui servent d'issues de secours en cas d'accident majeur ou d'incendie.
Au sein de chaque tube, la circulation s'effectue dans un seul sens sur deux voies. Le tunnel de la Grand'Mare accueille un trafic moyen de 42 000 véhicules par jour, dont environ 15 % de poids lourds. Sa traversée est autorisée à tous les véhicules, à l'exception des transports de matières dangereuses (Catégorie E).
La vitesse y est limitée à 70 km/h pour l'ensemble des véhicules, la hauteur maximale des véhicules est fixée à 4,5 m, et l'ensemble des usagers doivent respecter une distance avec le véhicule précédent correspondant à la règle des 2 secondes. Un radar est installé à l'entrée nord du tunnel, un autre pourrait être prochainement installé dans le tube montant.
Il peut être fermé le matin, à l'heure de pointe, dès lors qu'un bouchon est susceptible de s'y produire, fermant ainsi l'autoroute A28, l'une des principales entrées dans Rouen. De ce fait, plusieurs milliers d'automobiles et de poids-lourds transitent au travers du quartier du Plateau des Provinces à Bihorel et des quartiers de la Grand'Mare et des Sapins à Rouen.
Ce tunnel est exploité par la Direction interdépartementale des Routes Nord-Ouest (DIRNO), comme l'ensemble du réseau routier national non concédé de la Seine-Maritime.
À la suite des incendies dans les tunnels du Mont-Blanc en 1999 et du Saint-Gothard en 2001, des travaux de mise en conformité règlementaire sont réalisés en 2022 et 2023 afin de disposer de 10 issues de secours et de nouveaux équipements de sécurité tous les cent mètres.